# دهستان گلمکان
گلمکان، دهستانی از توابع بخش گلمکان شهرستان گلبهار در استان خراسان رضوی ایران به مرکزیت روستای احمدآباد است. این دهستان بر اساس مصوبه هیئت وزیران در تاریخ ۲۵ اسفند ۱۳۶۴ تأسیس شد.
در تاریخ ۱۲ آبان ۱۳۹۹ مرکز دهستان از روستای گلمکان به روستای احمدآباد تغییر یافت و دهستان که پیشتر جزو شهرستان چناران بود، در شهرستان نوبنیاد گلبهار واقع شد.

## جمعیت
براساس سرشماری مرکز آمار ایران در سال ۱۳۸۵، جمعیت دهستان گلمکان ۲۲۸۱۶ نفر (۵۹۶۰ خانوار) بوده‌است. جمعیت این دهستان در سال ۱۳۹۰ به ۲۰۳۶۶ نفر کاهش یافته است.